# Miss International 1980
Miss International 1980, ventesima edizione di Miss International, si è tenuta presso Tokyo, in Giappone, il 4 novembre 1980. La costaricana Lorna Marlene Chavez è stata incoronata Miss International 1980.

## Risultati

### Piazzamenti
| Risultato finale        | Concorrente                              |
| ----------------------- | ---------------------------------------- |
| Miss International 1980 | - Costa Rica - Lorna Marlene Chavez      |
| 2ª classificata         | - Stati Uniti - Clarissa Ann Ewing       |
| 3ª classificata         | - Spagna - María Agustina García Alcaide |

### Riconoscimenti speciali
| Riconoscimento        | Concorrente                            |
| --------------------- | -------------------------------------- |
| Best National Costume | - Costa Rica - Lorna Marlene Chavez    |
| Miss Friendship       | - Giappone - Mayumi Kanbara            |
| Miss Photogenic       | - Francia - Sylvie Hélène Marie Parera |
| Miss Elegance         | - Spagna - María Agustina García       |

## Concorrenti
- Argentina - Viviana Teresa Reduello
- Australia - Debbie Newsome
- Austria - Manuela Kier
- Belgio - Ann Claude Phillipps
- Bolivia - Maria Beatriz Landívar Olmos
- Brasile - Fernanda Boscolo de Camargo
- Canada - Marie Rinaz
- Corea del Sud - Chung Na-young
- Costa Rica - Lorna Marlene Chávez Mata
- Danimarca - Jane Margrethe Vinstrup
- Filippine - Dianne Jeanne Christine Alegarme Chiong
- Finlandia - Paula Nieminen
- Germania - Petra Machalinski
- Grecia - Katerina Manaraki
- Guam - Conchita Sannicolas Taitano
- Hawaii - Desirée Juana Cruz
- Honduras - Jennifer Bustillo
- Hong Kong - Janet Wong Ching
- India - Ulrike Karen Bredemeyer
- Irlanda - Mary Banadeth Hadaman
- Israele - Irit Altmann
- Italia - Angela Marcat
- Malaysia - Christina Leong
- Malta - Mari Rieta Violet Milz
- Messico - Narda Sabag Cianca
- Nuova Zelanda - Maria Theresa MacLeudo
- Norvegia - Heidi Louise Oiseth
- Paesi Bassi - Jacqueline Boutien
- Regno Unito - Lorraine Davidson (SF Universe 79; Europe 80)
- Singapore - Jennifer Liong Lai Fong
- Spagna - María Agustina García Alcaide
- Stati Uniti - Charissa Ann Ewing
- Svezia - Raili Ranta
- Svizzera - Jolanda Egger
- Thailandia - Wanalee Te-meerak
- Turchia - Nuchet Burar
- Uruguay - Erna Isabel Alfonso
- Venezuela - Graciela Lucía Rosanna La Rosa